# František Bayer (zoolog)
František Bayer (15. května 1854 Mšené-lázně – 5. dubna 1936 Praha) byl český přírodovědec, zoolog, paleontolog, ornitolog, překladatel a vědecký spisovatel, ředitel gymnázia.

## Život a dílo
Vystudoval Filozofickou fakultu Univerzity Karlovy.
Měl rád hudbu, přátelil se s Bedřichem Smetanou, publikoval několik článků s hudební tematikou, sám hrál na housle a komponoval taneční skladby.
Přeložil do češtiny Brehmův život zvířat. Napsal:
- О kostře žab z čeledi Pelobatid (1884)

- Über die extremitäten einer jungen Hatteria (1884)
- Naši ptáci (1888)
- О kostře ropuch (1890)

Přispíval do Ottova slovníku naučného pod značkami Br. a Bay.